# جان چیور
جان ویلیام چیور (به انگلیسی: John William Cheever) نویسندۀ رمان و داستان کوتاه آمریکایی است. از او گاهی به نام «چخوف حومه‌ها» یاد می‌شود. داستان‌های چیور عموماً در آپر ایست ساید منهتن، حومۀ وسچستر، جزایز قدیمی نیوانگلند که در ساحل جنوبی کوئینسی ماساچوست واقع است و زادگاه چیور هم بوده و ایتالیا، خصوصاً رم، اتفاق می‌افتد. از جان چیور به عنوان یکی از مهم‌ترین نویسنده‌های داستان کوتاه سده یاد می‌شود. با اینکه چیور بیشتر برای داستان‌های کوتاه خود شناخته شده اما چهار رمان نیز به رشتۀ تحریر درآورده است.
تم اصلی داستان‌های چیور تهی‌بودن احساسی و معنوی زندگی بود. او خصوصاً رفتار و اخلاق مردم طبقۀ متوسط حومه‌های آمریکا را با طنزی کنایه‌آمیز توصیف می‌کرد که باعث می‌شد تصویر اساساً سیاه و تیره‌اش نرم‌تر به‌نظر برسد. هر چند او اغلب از خانواده‌اش به عنوان مادۀ اولیه استفاده می‌کند اما دخترش سوزان چیور یادآوری کرده‌است که: «هیچ کدام از ما انتظار دقت و صحت از پدرمان نداشتیم. او زندگی را از طریق داستان سرایی می‌گذراند.»
در سال ۱۹۷۹ مجموعه داستان‌های کوتاه چیور جایزۀ پولیتزر و جایزۀ مجمع ملی منتقدان کتاب را برد. در ۲۷ آوریل ۱۹۸۲ شش هفته پیش از مرگ چیور آکادمی هنر و ادب آمریکا مدال ادبی به چیور اهدا کرد. تمامی آثار چیور در کتابخانۀ آمریکا موجود است.

## برخی آثار
- روشی که بعضی از آدم‌ها زندگی می‌کنند، مجموعه داستان کوتاه ۱۹۴۳
- رادیوی عظیم و دیگر داستان‌ها، مجموعه داستان کوتاه ۱۹۵۳
- داستان‌ها، مجموعه داستان کوتاه به همراه جین استفورد، دنیل فوکس و ویلیام مکسول ۱۹۵۶
- رسوایی ویشات، رمان ۱۹۶۴
- فرمانده و بیوۀ خلیج، مجموعه داستان کوتاه ۱۹۶۴
- پارک گلوله، رمان ۱۹۶۴
- دنیای سیب‌ها، مجموعه داستان کوتاه ۱۹۷۳
- فالکونر، رمان ۱۹۷۷
- داستان‌های جان چیور، مجموعه داستان کوتاه ۱۹۷۸
- اوه چه بهشتی به نظر می‌رسد، رمان ۱۹۸۲
- نامه‌های چان چیور، ۱۹۸۸
- ژورنال‌های جان چیور، ۱۹۹۱
- مجموعه داستان و دیگر نوشته‌ها، مجموعه داستان کوتاه ۲۰۰۹
- مجموعه رمان‌ها، ۲۰۰۹